# Horváth Tibor (gyógyszerész)
Horváth Tibor (Csíkszentmárton, 1923. november 2. – Marosvásárhely, 1993. szeptember 28.) romániai magyar gyógyszerész.

## Életpályája
Szaktanulmányait Kolozsvárt kezdte, Szegeden fejezte be (1946). Magángyógyszertárakban alkalmazott, 1949-től a marosvásárhelyi 1. számú gyógyszertár vezetője, főgyógyszerész, a gyógyszerészeti tudományok doktora (1971), érdemes gyógyszerész (1974). Hazai magyar és román nyelvű folyóiratokban (Gyógyszerészeti Értesítő, Orvosi Szemle, Farmacia) az egyes gyógyszerek összeférhetetlenségéről, valamint az általa és munkatársai által vadgesztenyéből előállított s Castanil néven forgalomba hozott készítménynek a vivőeres rendszerre gyakorolt erősítő hatásáról számolt be. Találmányként jegyezték be két munkatársával közösen kidolgozott módszerét a halva előállítására szaponinkivonatok segítségével.
A Csedő Károly szerkesztette Gyógyszerészeti ügyvitel és jogszabályozás című kőnyomatos jegyzet (Marosvásárhely 1974, 1978) egyik társszerzője.